# گوستاف ماخاتی
گوستاف ماخاتی (چکی: Gustav Machatý؛ ۹ مهٔ ۱۹۰۱ – ۱۳ دسامبر ۱۹۶۳) بازیگر، کارگردان فیلم و فیلم‌نامه‌نویس اهل جمهوری چک بود.
از فیلم‌ها یا مجموعه‌های تلویزیونی که وی در آن‌ها نقش داشته است، می‌توان به خلسه، خاک خوب، رشک و فتح اشاره نمود.